# Балабан Сергій Миколайович
Сергій Миколайович Балабан (20 липня 1982 Нікополь) — майстер спорту міжнародного класу з боротьби самбо та дзюдо, призер чемпіонату і Кубку Європи.

## Біографія
Навчався в обласній школі-інтернат спортивного профілю, що розташована в с. Воля, неподалік від Нікополю.
Закінчив Дніпропетровський державний університет внутрішніх справ. Декан факультету підготовки фахівців для підрозділів кримінальної поліції цього вузу, майор поліції.
Одружений, дружина Оксана Ботурчук, має доньку Софію.

## Спортивна кар'єра
Тренувався в:
- ДЮСШ спортклуба «Електрометалург» під керівництвом Григорія Дашко (Заслужений тренер України) і Олександра Науменко;
- дніпропетровському спортивному клубі «Динамо Сілейр», під керівництвом Анатолія Івановича Пирога (Заслужений тренер України);
- дніпропетровському спортивному клубі «Дзюдо Днепр».

## Нагороди
82кг
- 2006 р. — 1 місце в турнірі «Зірки на татамі» (Дніпропетровськ)[3];
- 2008 р. — срібний призер Чемпіонату світу з дзюдо серед поліцейських (Триполі);
- 2009 р. — бронзовий призер Чемпіонату світу (Салоніки)[4];
- 16 березня 2010 р. — бронзовий призер Чемпіонату Європи Мінськ[5];
- 2013 р. — срібний призер Спартакіади Молдови серед силових структур[6] (Кишинів).

90 кг
- жовтень 2013 р. — 1 місце у «Відкритому чемпіонаті України серед ветеранів» (Донецьк).